# Liste der Monuments historiques in Bergues
Die Liste der Monuments historiques in Bergues führt die Monuments historiques in der französischen Gemeinde Bergues auf.

## Liste der Bauwerke
| Bezeichnung           | Beschreibung | Standort                        | Kennzeichnung | Schutzstatus | Datum     | Bild           |
| --------------------- | ------------ | ------------------------------- | ------------- | ------------ | --------- | -------------- |
| Abtei St-Winoc        |              | (Lage)                          | PA00107366    | Inscrit      | 1926 1946 | weitere Bilder |
| Beffroi               |              | Place de la République (Lage)   | PA59000104    | Inscrit      | 2004      | weitere Bilder |
| Citerne militaire     |              | (Lage)                          | PA00107367    | Classé       | 1930      | weitere Bilder |
| Kirche St-Martin      |              | (Lage)                          | PA00107368    | Classé       | 1907      | weitere Bilder |
| Stadtbefestigung      |              | (Lage)                          | PA00107369    | Classé       | 1936      | weitere Bilder |
| Ehemalige Gendarmerie |              | 12, rue Maurice Cornette (Lage) | PA00107370    | Inscrit      | 1934      |                |
| Hôtel Zylof de Winde  |              | 40, rue Carnot (Lage)           | PA00107371    | Inscrit      | 1981      |                |
| Haus                  |              | 22, rue Carnot (Lage)           | PA00107372    | Inscrit      | 1981      |                |
| Haus                  |              | 25, rue des Potiers (Lage)      | PA00107373    | Inscrit      | 1948      |                |
| Mont de Piété         | Pfandhaus    | (Lage)                          | PA00107374    | Classé       | 1907      | weitere Bilder |

## Liste der Objekte

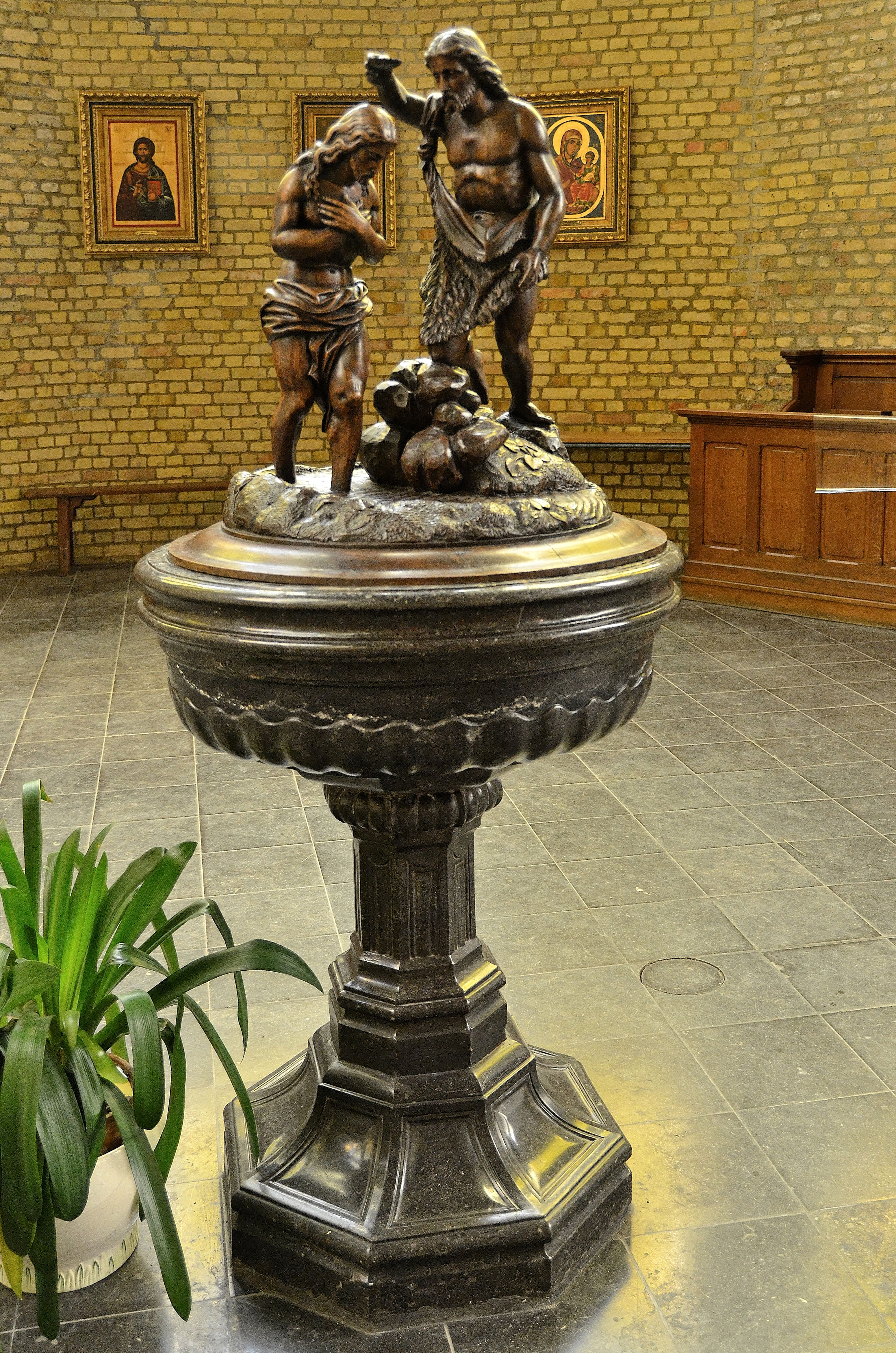
Taufbecken (18. Jahrhundert) in der Kirche St-Martin

- Monuments historiques (Objekte) in Bergues in der Base Palissy des französischen Kultusministeriums